# Tomen y Mur
Tomen y Mur är ett slott i Storbritannien.   Det ligger i kommunen Gwynedd och riksdelen Wales, i den södra delen av landet, 300 km nordväst om huvudstaden London. Tomen y Mur ligger 292 meter över havet.
Terrängen runt Tomen y Mur är kuperad, och sluttar västerut. Runt Tomen y Mur är det ganska glesbefolkat, med 45 invånare per kvadratkilometer. Närmaste större samhälle är Blaenau-Ffestiniog, 7,2 km norr om Tomen y Mur. Trakten runt Tomen y Mur består i huvudsak av gräsmarker.